# Hermann Eugen Graf
Hermann Eugen Graf (* 28. Juni 1873 in Frankfurt am Main; † 25. April 1940 in Weimar) war ein deutscher Maler.

## Leben
Hermann Graf war ein Sohn des Ingenieurs, Malers und Schriftstellers Franz Graf (1840–1915) und dessen zweiter Frau Elise Hermine, geborene Winter (1848–1933). Graf begann zunächst ein Musikstudium an Dr. Hoch’s Konservatorium in Frankfurt/Main, wechselte dann zur Malerei und studierte 1897–1900 an der Kunstschule in Weimar bei Aristide Sartorio und Max Thedy sowie 1900–1902 an der Münchner Kunstakademie bei Carl von Marr und Ludwig von Löfftz. Nach Studienreisen, die ihn nach Holland, Belgien und Dänemark führten, wurde er in Weimar ansässig. Ab 1904 war er mit seinen Werken regelmäßig auf den renommierten Kunstausstellungen vertreten, etwa den Großen Berliner Kunstausstellungen, den Großen Kunstausstellungen Düsseldorf sowie im Münchner Glaspalast. Ab 1914 hatte er wiederholt Malaufenthalte an der Nordsee und der Unterelbe bei Cuxhaven.
In erster Ehe war Hermann Graf von 1901 bis 1919 verheiratet mit Ellen Marie von Donop (1879–1950), Tochter des Kunsthistorikers Lionel von Donop und dessen erster und später geschiedenen Ehefrau Cäcilie, geb. Schweitzer. Seit dem 3. Juni 1920 war Graf verheiratet mit Emma Theresia Elisabeth, geborene Fischer (1884–1948).
Um 1920 erfolgte die Ernennung zum Professor, zudem war er Direktoriumsmitglied der Renten- und Pensionsanstalt bildender Künstler in Weimar. Zu seinen Werken, die eng an Vorbilder der holländischen Interieurmalerei anknüpfen, zählen Porträts, Stillleben und Interieurs. Graf ist mit seinen Werken u. a. vertreten in der Städelschen Galerie in Frankfurt, in der Klassik Stiftung Weimar und in der Städtischen Galerie in Kassel.

„Er pflegt das Porträt u. Stilleben, vor allem aber das Interieur, wobei er ganz einfache Motive, mit sparsamer Figurenstaffage u. gerne einen Lichteffekt zur Belebung wählt.“

## Werke (Auswahl)

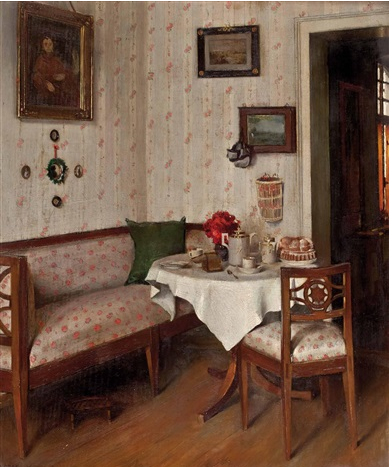
Raum im Biedermeierstil
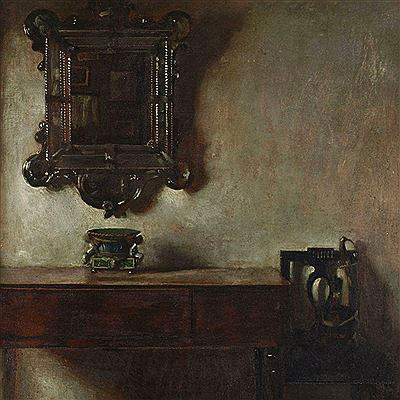
Interieur mit Tisch und Spiegel
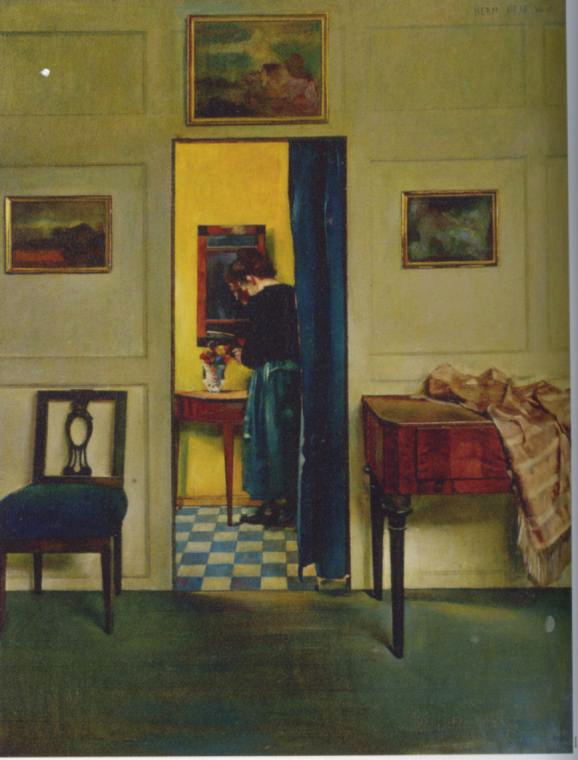
Eine Frau, Blumen arrangierend
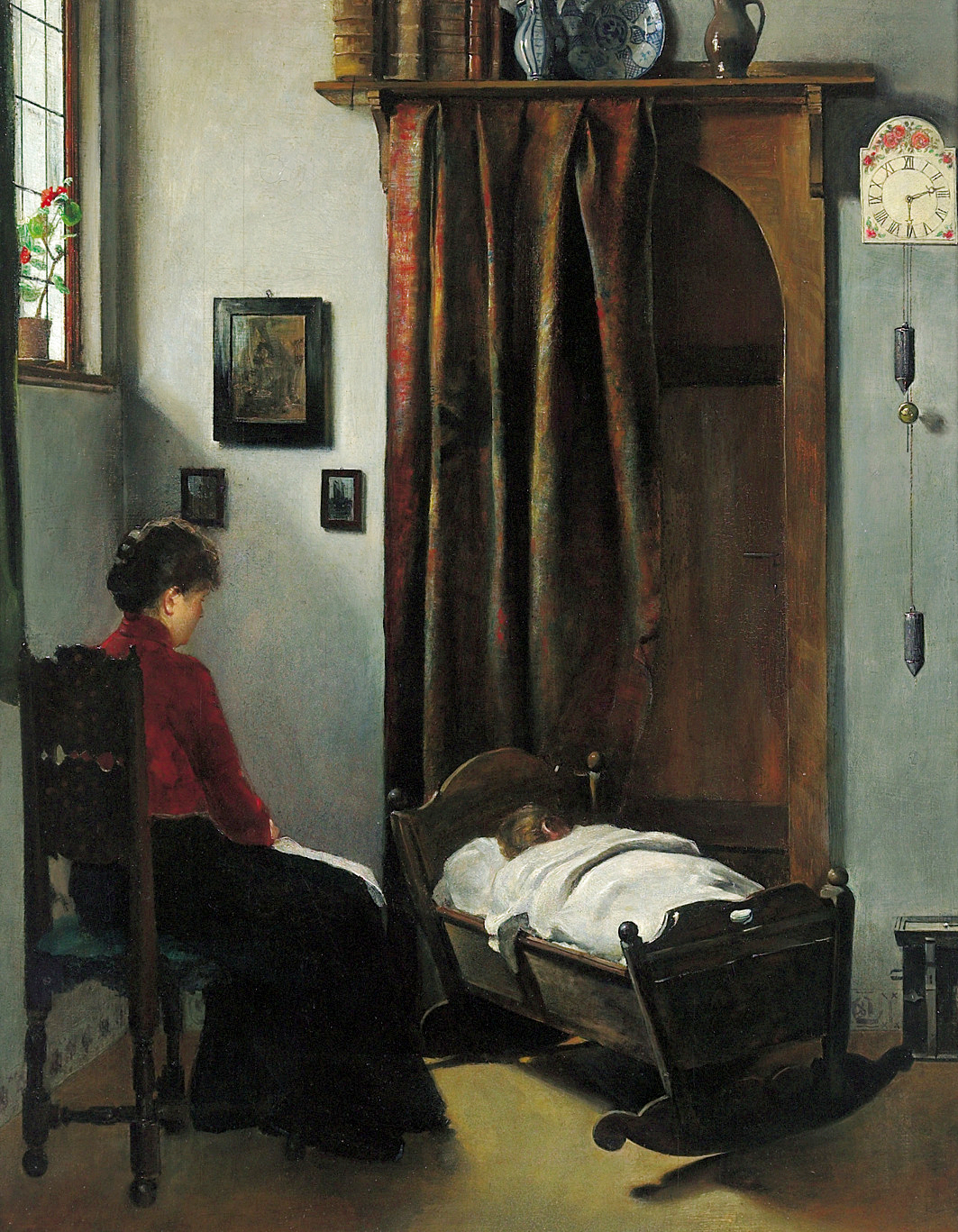
Gut behüteter Schlaf